# Saeid Marouf
Saeid Marouf (persisch سعید معروف, DMG Saʿīd Maʿrūf, eigentlich Mir Saeid Marouflakrani; * 20. Oktober 1985 in Urmia) ist ein iranischer Volleyballspieler.
Marouf gewann mit dem Iran sowohl bei den Asienmeisterschaften 2013 als auch bei den Asienspielen 2014. Bei den Asienmeisterschaften 2013 wurde er als Most Valuable Player ausgezeichnet. Marouf nahm auch an der Weltmeisterschaft 2014 teil und belegte dort mit seinem Team den sechsten Platz.
Marouf nahm mit der Mannschaft aus Iran 2013 und 2014 an der Volleyball-Weltliga teil, 2013 belegte das Team den neunten Platz, 2014 unterlag der Iran im Spiel um Bronze gegen die Italiener. Marouf wurde als bester Zuspieler in das Dream Team der Weltliga 2014 aufgenommen.
Mit den Mannschaften von Sanam 2005, Kalleh 2012 und Matin 2014 war er iranischer Meister und gewann 2008 und 2014 die Asienmeisterschaft für Vereine. 2015 wechselte er zum russischen Zenit Kazan.
Anfang 2020 qualifizierte sich der Kapitän der iranischen Volleyball-Nationalmannschaft, Saeid Marouf, mit seinem Team für die Olympischen Spiele in Tokio. Nach dem Abschuss eines Passagierflugzeuges bei Teheran und dem Tod von 176 Menschen sprach  er sich mit kritischen Untertönen gegen das iranische Regime aus.